# Ken Foree
Ken Foree (Indianapolis, 29 febbraio 1948) è un attore statunitense.

## Biografia
Attivo dal 1976 e celebre per il ruolo di Peter interpretato nel film Zombi di George A. Romero, ha partecipato anche al remake del 2004, L'alba dei morti viventi. Alto 1,96 m, ha sostenuto numerosi ruoli secondari al cinema e in tv.

## Filmografia parziale

### Cinema
- Zombi, regia di George A. Romero (1978)
- The Wanderers - I nuovi guerrieri (The Wanderers), regia di Philip Kaufman (1979)
- Knightriders - I cavalieri, regia di George A. Romero (1981)
- From Beyond - Terrore dall'ignoto (From Beyond), regia di Stuart Gordon (1986)
- Viper, regia di Peter Maris (1988)
- Death Spa, regia di Michael Fischa (1989)
- Diario di un fantasma (Phantom of the Mall: Eric's Revenge), regia di Richard Friedman (1989)
- Leatherface - Non aprite quella porta III, regia di Jeff Burr (1990)
- Filofax - Un'agenda che vale un tesoro (Taking Care of Business), regia di Arthur Hiller (1990)
- Fatal Charm, regia di Fritz Kiersch (1990)
- Caccia mortale (Joshua Tree), regia di Vic Armstrong (1993)
- The Dentist, regia di Brian Yuzna (1996)
- L'alba dei morti viventi, regia di Zack Snyder (2004)
- La casa del diavolo, regia di Rob Zombie (2005)
- Halloween - The Beginning, regia di Rob Zombie (2007)
- Brotherhood of Blood, regia di Peter Scheerer e Michael Roesch (2007)
- Apocalypse of the Dead, regia di Milan Konjević e Milan Todorović (2009)
- D.C. Sniper, regia di Ulli Lommel (2010)
- Come l'acqua per gli elefanti, regia di Francis Lawrence (2011)
- Le streghe di Salem, regia di Rob Zombie (2012)

### Televisione
- A-Team (The A-Team) – serie TV, episodio  2x19 (1983)
- Hunter – serie TV, episodi 1x16, 6x05 (1985 e 1989)
- X-Files – serie TV, episodio  3x05 (1983)
- Flash - serie TV, episodio 1x11 (1990)
- The Nightmare Room - serie TV, episodio 1x09 (2001)

## Doppiatori italiani
- Glauco Onorato in Zombi
- Giorgio Locuratolo in From Beyond - Terrore dall'ignoto
- Sandro Sardone in Non aprite quella porta - parte 3
- Mario Bombardieri in Caccia mortale
- Saverio Indrio in Halloween - The Beginning
- Angelo Nicotra in La casa del diavolo
- Diego Reggente in Come l'acqua per gli elefanti
- Alessandro Rossi in Le streghe di Salem
- Fabrizio Temperini in X-Files
- Roberto Draghetti in The Dentist